# عائلة سعادة
عائلة سعادة هي عائلة مسيحية أنطاكية أرثوذكسية يونانية وتنحدر من مدينة اللاذقية الساحلية السورية. وتمتلك اثنين من مزارع الكروم، شاتو مسايا في لبنان ودومين دي بارغيليس في سوريا. استمرت العائلة في إنتاج النبيذ على الرغم من الأزمة المستمرة وعدم الاستقرار في منطقة الشرق الأوسط.

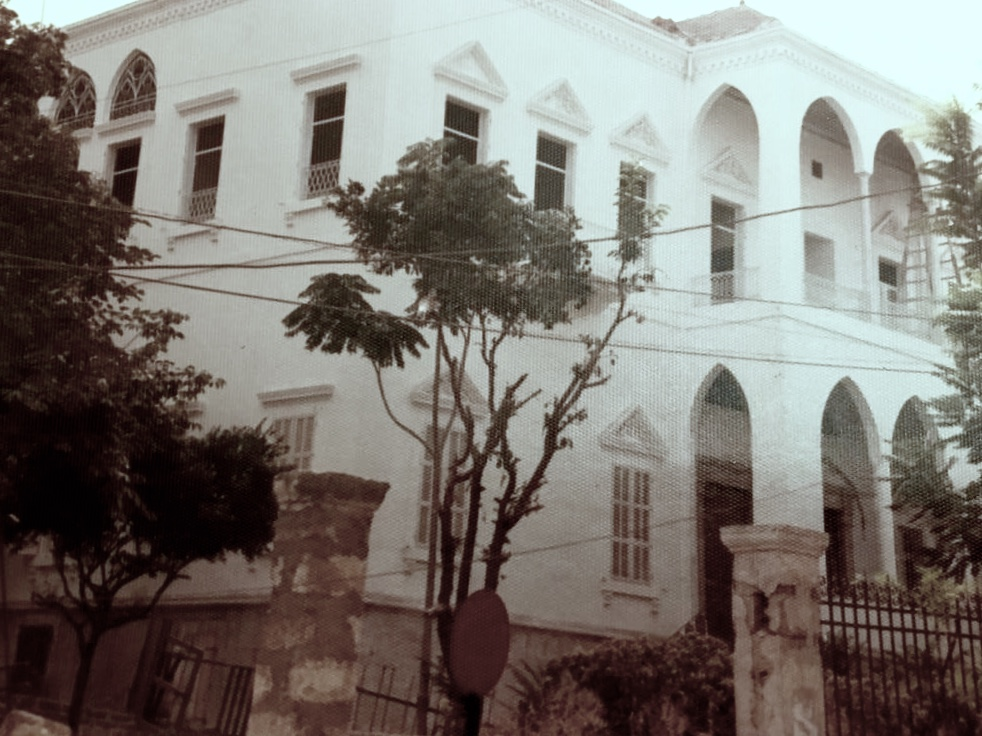
قصر السعادة في اللاذقية

## التاريخ والأصول
تنتمي عائلة سعادة للمجتمع الأرثوذكوسي الأنطاكيي والذي يتضمن كراسي القسطنطينية (البطريركية المسكونية) والإسكندرية وأورشليم (القدس)، ويشكلون جميعًا أحد الكراسي الأربع للمسيحية المشرقية
ينتمي لهذه العائلة العديد التجار الأثرياء والصناعيين وكبار ملاك الأراضي السوريين،  ولها العديد من الأعضاء البارزين من بينهم إلياس سعادة وميخائيل سعادة وغبريال سعادة (1854-1939) بالإضافة إلى الأبناء الأخيرين وديع سعادة (1883-1968) وإدوار سعادة (1885-1952) ورودولف سعادة (1900-1958). تزوجت ابنة عمهم أنجيل إبراهيم من شقيق رئيس وزراء سوريا الأسبق فارس الخوري (1873-1962). وهو جد الشاعرة والأديبة السورية كوليت خوري.
تشير بعض المصادر إلى أن هذه الأسرة تعاملت بشكل عادل ومحترم تجاه الفلاحين الذين عملوا في أراضيها، بخلاف الكثير من الإقطاعيين الآخرين في المنطقة. وامتلكت الأسرة عقارات واسعة النطاق في جميع أنحاء البلاد وامتلكتها ليس فقط الرجال بل النساء أيضـاً، وهذا يدل بوضوح على روحهم التقدمية في ذلك الوقت.
في عام 1840م، قام إلياس سعادة بإجراء إصلاحات شاملة لثقافة وإنتاج أشجار الزيتون في الساحل السوري. وقد تزوج من انجيليا إلياس ابنة القنصل الإنجليزي موسى إلياس وكان ابنه يعقوب إلياس قنصل ألمانيا الإمبراطوريّة. وكان حفيدها هو الكاتب والمسافر إدوارد إلياس باشا.
رحب نجل ميخائيل سعادة، رجل الدولة البارز، خلال زيارته لمدينة اللاذقية في عام 1879 بالحاكم العثماني لسوريا مدحت باشا الذي أصبح فيما بعد الصدر الأعظم للإمبراطورية العثمانية والمصلح البارز. لاحقًا بعد عدة عقود حكم على العديد من أفراد عائلة سعادة، ومن بينهم غابرييل سعادة (1854-1939) وابنيه وديع وإدوارد، بالإعدام من قبل محكمة عسكرية في عام 1914 بسبب أنشطتهم السياسية المزعومة ضد الإمبراطورية. ومع ذلك، لم تُنفذ أحكام الإعدام.
أما ابنه الآخر، غابرييل سعادة (1854-1939)، فكان أيضًا مالكًا وتاجرًا بارزًا للأراضي. وتزوج من ماريانا إبراهيم من مدينة أنطاكية. يُذكر أن إحدى شركات عائلته غبريال سعادة وأولاده افتتحت إحدى أولى محطات حلج القطن في سوريا في عشرينيات القرن الماضي من خلال ربطها بمنشأة معصرة زيت الزيتون الحديثة.
وفي عام 1943، اُنتخب حفيده وديع سعادة عضواً في البرلمان السوري. وسبق له أن شغل منصب نائب رئيس مجلس الدولة العلوية الذي أنشئ في عهد الانتداب الفرنسي. وبحسب بعض المصادر فقد اشترك أيضاً مع شقيقه إدوارد في صندوق لدعم المتمردين العراقيين ضد الحكم البريطاني.
حفيده الآخر إدوارد سعادة قدم أطروحته في عام 1905 في المعهد الدولي للزراعة في بوفيه مع ابن عمه توفيق سعادة. وعلى الخطى الأخيرة حصل حبيب سعادة على الأرجح مع شقيقه توفيق على عقار زراعي في عام 1912 في منطقة مينو في قبرص، حيث زرع 13 ألف شجرة، معظمها من أشجار الخروب والزيتون. وذُكر أيضًا في الطبعة السنوية لعام 1916 لمنشور لجنة شحن الكومنولث أن "صناعة [التبغ] تلقت دفعة كبيرة هذا العام من إعداد خليط اللاذقية من شركة سعادة في لارناكا...". وتقول طبعة لعام 1922 من مجلة الزراعة في قبرص أن "السيد حبيب سعادة من اللاذقية، مالك مزرعة مينيو، قد قام بزيارة قصيرة إلى قبرص. من المفهوم أنه سيبدأ في زراعة التبغ في مزرعته ويجففه بنفس الطريقة التي يتم بها في اللاذقية...".
عمل شفيق سعادة مع شركة "كلاجيت وبراكي آند كو" وهي شركة بريطانية قديمة لتصدير التبغ لبيع ناتجه السنوي. كما يذكر إدوارد سعيد أو ابنه إميل بين مديري وحائزي أسهم شركة الأسفلت والبترول دي لاتاكوي, وهي مؤسسة فرنسية مقرها في باريس.
تذكر طبعة 1907 من "دليل كيلي للتجار والمصنعين والشاحنين" أربعة أفراد من عائلة سعادة من بين التجار الثمانية البارزين في مدينة اللاذقية. كان الحفيد الأصغر رودولف سعادة (1900-1958) تاجرًا وصناعيًا ومالكًا للأراضي.
مشاركًا رؤيته لبلاده، أعلن للجيولوجي الأمريكي ريموند إي. كريست (الذي ذكر ذلك في كتابه الذي نشر في عام 1962 "أرض الفلاحين: ملكية الأراضي واستخدام الأراضي في الشرق الأدنى") خلال زيارته لسوريا: "ثروتنا تكمن في الزراعة، ويجب أن تستند صناعاتنا إليها". وقد أثبت روحه الريادية أيضًا من خلال توظيف مهندسين إيطاليين واقتراح بناء ميناء حديث في اللاذقية للرئيس السوري آنذاك حسني الزعيم. وكان القنصل الفخري لهولندا في اللاذقية حتى وفاته عام 1958.
من الجدير بالذكر أن عائلة سعادة كانت أيضًا مالكة لشركة "ريجي دي تباك وتوباك" في اللاذقية، والتي كانت تمتلك احتكارًا تجاريًا للتبغ المرموق الذي يتم إنتاجه في المنطقة.
لعبت عائلة سعادة أيضًا دورًا فعالًا في إنشاء منتجع صلنفة الجبلي في الجبل العلوي والذي كان وجهة مُشادة بشكل خاص للطبقات العليا في اللاذقية وحلب.
تزوج رودولف من أوديت نوفال، ابنة عضو البرلمان اللبناني في عهد الانتداب الفرنسي عبد الله نوفل،  سليل عائلة تنحدر من مملكة الغساسنة العربية المسيحية القديمة  التي خدمت لأكثر من ثلاثة قرون في الإدارة العثمانية. والأخير هو ابن شقيق البارون "سليم دي نوفال" (1828-1902) الذي كان مستشارًا في مجلس الدولة وأستاذًا في معهد اللغات الشرقية التابع لوزارة الشؤون الخارجية في روسيا القيصرية.
شارك جده لأبيه عبد الله بك نوفل (1796-1879) (منح لقب "بك" عام 1855) في حكومة إبراهيم باشا، ابن محمد علي المصري، خلال الفتح الأخير لسوريا. وكتب تاريخًا لهذه الأحداث نُشر بعد ذلك بكثير تحت عنوان "مذكرات تاريخية" ونُسبت إلى مؤلف غير معروف.
تولى فيما بعد منصب المستشار الأول لمتصرفي جبل لبنان داود باشا ثم قائم مقام قضاء الكورة. كان الابن الأخير نيقولا بك نوفال (1817-1895) عضوًا في البرلمان العثماني في إسطنبول عام 1876. واشتهر بسخريته من العاصمة العثمانية خلال إحدى جلسات البرلمان بتصريحه "نحن نأتي من الأقاليم ولدينا حق التصويت منذ بداية التنظيمات. إسطنبول بدأت هذا العام فقط في المشاركة في هذه العملية".
جده والدته كريستوف كاتزيفليس، سليل عائلة من أصل يوناني يُزعم أنه ينحدر من باليولوج القسطنطينية،  وكان قنصلًا لمختلف القوى الأوروبية من بينها النمسا-المجر، والدنمارك، والسويد-النرويج. استقبل العديد من الضيوف، بمن فيهم الشاعر والسياسي الفرنسي ألفونس دو لامارتين خلال زيارته للشرق. وقد مدح جمال زوجته "السيدة جين" العديد من المسافرين والدبلوماسيين، بمن فيهم فريدريك آرثر نيل الذي ذهب لترجمة إحدى القصائد المخصصة لها إلى الإنجليزية في كتابه "ثماني سنوات في سوريا وفلسطين وآسيا الصغرى من عام 1842 إلى 1850" الذي نُشر في عام 1851.
أعاد جوني سعادة، ابن رودولف، تركيز أنشطة العائلة في مجالات صناعة النبيذ والسياحة. ويقيم مع زوجته في بيروت، وهي ابنة لويس زيادة (1890-1968) الذي تخرج في كلية الحقوق في ليل،  وانتخب 7 مرات متتالية رئيسا لنقابة المحامين في حلب في سوريا حيث عاش 25 عاما قبل أن يعود إلى لبنان. ليصبح عضواً في مجلس النواب اللبناني. وكان في مرحلة ما من بين المرشحين لرئاسة الجمهورية اللبنانية تحت الانتداب الفرنسي. وأقام في قصر زيادة بزقاق البلاط. وهو ابن عم رئيس أساقفة بيروت المارونية آنذاك إغناطيوس زيادة.
كانت جدته لأبيه كانت ابنة يوسف علام، أحد أبرز تجار الحرير في جبل لبنان في القرن التاسع عشر، وامتدت أنشطته إلى مصر والمناطق الداخلية في سوريا. تزوج يوسف علام ماتيلد بخيت، ابنة جورج بخيت، تاجر القطن الثري على بورصة الإسكندرية في مصر. وكان عمها المحامي بول نجيم الذي كان يُعرف أيضًا بالاسم الأدبي بول جوبلان، والذي حاز على شهادة الدكتوراه من كلية الحقوق في باريس وكان أحد أبرز ممثلي فكرة لبنان الكبير. نشر في عام 1908 كتابًا بعنوان "مسألة لبنان" الذي أصبح بسرعة الكتاب النهائي حول هذا الموضوع خاصة خلال مؤتمر السلام في باريس في عام 1919. تزوجت ابنة عمها ماري بخيت من الرسام اللبناني جورج داود القرم. ابنهما هو الاقتصادي والمؤرخ اللبناني جورج قرم.
ومن أفراد عائلة سعادة الآخرين، يمكن الإشارة بشكل خاص إلى غابرييل سعادة، وهو مؤرخ سوري بارز قدم إسهامات كبيرة في معرفتنا بمدينة أوغاريت القديمة. وكتب في مواضيع ثقافية وتاريخية مختلفة. كما أسس متحف اللاذقية الأثري. وشارك في تأسيس حركة الشبيبة الأرثوذكسية في لبنان وسوريا في الأربعينيات والتي كان لها دور فعال في النهضة الثقافية والتعليمية داخل البطريركية الأنطاكية. حصل على لقب فارس وسام جوقة الشرف في عام 1989،  وكذلك "ليلى بدر" عالمة الآثار الشهيرة ومديرة متحف الجامعة الأمريكية في بيروت.
ينشط العديد من أفراد عائلة سعادة داخل الطائفة الأرثوذكسية في اللاذقية وقدموا تبرعات مختلفة لبطريركية أنطاكية في القرنين الماضيين. ففي عام 1845 أعاد إلياس سعادة بناء كنيسة الأسقف سانت نيقولاس، امتلكت عائلة سعادة حصريًا قيادة المجتمع الأرثوذكسي في اللاذقية خلال القرنين الأخيرين. وكانت مكانتهم معترف بها من خلال القسم الخاص المخصص للعائلة في كنائس المدينة المختلفة.

## الكروم
تم إنشاء مزارع الكروم في عام 1997 عندما أسس جوني سعيد مع ولديه كريم وساندرا دومين دي بارغيليس في سوريا، وشاتو مارسيا في وادي البقاع في لبنان. وأجريت دراسات التربة والمناخ وزرعت أول الكروم في العام 2003. وكان أول انتاج بارجيلوس في عام 2006 وأول إنتاج لكروم في عام 2007. وقد وضعت العائلة بروتوكولات صارمة للغاية بشأن جودة مزارع الكروم.
يتم تقييم النبيذ الذي يتم إنتاجه من قبل مزارع العائلة بانتظام من قبل النقاد الدوليين للنبيذ.

## أضرار
قرر كريم سعادة وساندرو سعادة الاستمرار في إنتاج بارجيلوس على الرغم من الحرب الجارية في سوريا. ويديرون مزرعتهم من بيروت بعد أن عجزوا عن زيارتها منذ بداية الصراع. وأدى انفجار مرفأ بيروت 2020 في 4 أغسطس 2020 إلى تدمير مكاتبهم الإدارية وإصابة جوني سعادة وابنه ساندرو بجروح بالغة.
تعرض القصر العائلي المصمم على الطراز العثماني الفينيسي لأضرار جسيمة خلال زلزال 6 فبراير الذي ضرب سوريا وتركيا.